# Darrick Vaughn
Darrick Leonard Vaughn (* 2. Oktober 1978 in Houston, Texas) ist ein ehemaliger US-amerikanischer American-Football-Spieler auf der Position des Cornerbacks. Er spielte von 2000 bis 2003 in der National Football League (NFL) und ging auf die Texas State University. 

## NFL

### Atlanta Falcons
Im NFL-Draft 2000 wurde Vaughn von den Atlanta Falcons in der siebten Runde an 211. Stelle ausgewählt. Während seiner Zeit mit den Falcons wurde er als Defensive Back nur spärlich eingesetzt. Jedoch machte er als Kick Returner auf sich aufmerksam. In seiner ersten Saison mit den Falcons gelangen ihm drei Kick-Return-Touchdowns, in seiner zweiten Saison noch ein Weiterer. Er hält damit den Franchise-Rekord für die Falcons mit den meisten Kick-Off Return-Touchdowns.

### Houston Texans
Zur Saison 2003 unterschrieb Vaughn einen Vertrag bei den Houston Texans. Auch hier spielte er in der Defensive nur eine sporadische Rolle. Nach der Saison trat er vom aktiven Football zurück.